# آدلکینو
آدلکینو (به لاتین: Adelkino) یک منطقهٔ مسکونی در روسیه است که در باشقیرستان واقع شده‌است.